# Ortaffa
Ortaffa (in catalano Hortafà) è un comune francese di 1 332 abitanti situato nel dipartimento dei Pirenei Orientali nella regione dell'Occitania.

## Toponomastica
In catalano, il nome della città è Hortafà o Ortafà.

## Siti e Monumenti
La Chiesa parrocchiale di Sainte-Eugénie risale al XIII secolo. In essa sono presenti importanti elementi dell'architettura romana: finestre ad arco sulla facciata occindentale, dominate da un campanile, e da un'abside semicircolare ornata da grandi archi ciechi. Si trova vicino al cimitero, su una piccola collina che domina il paese e di fronte al castello.

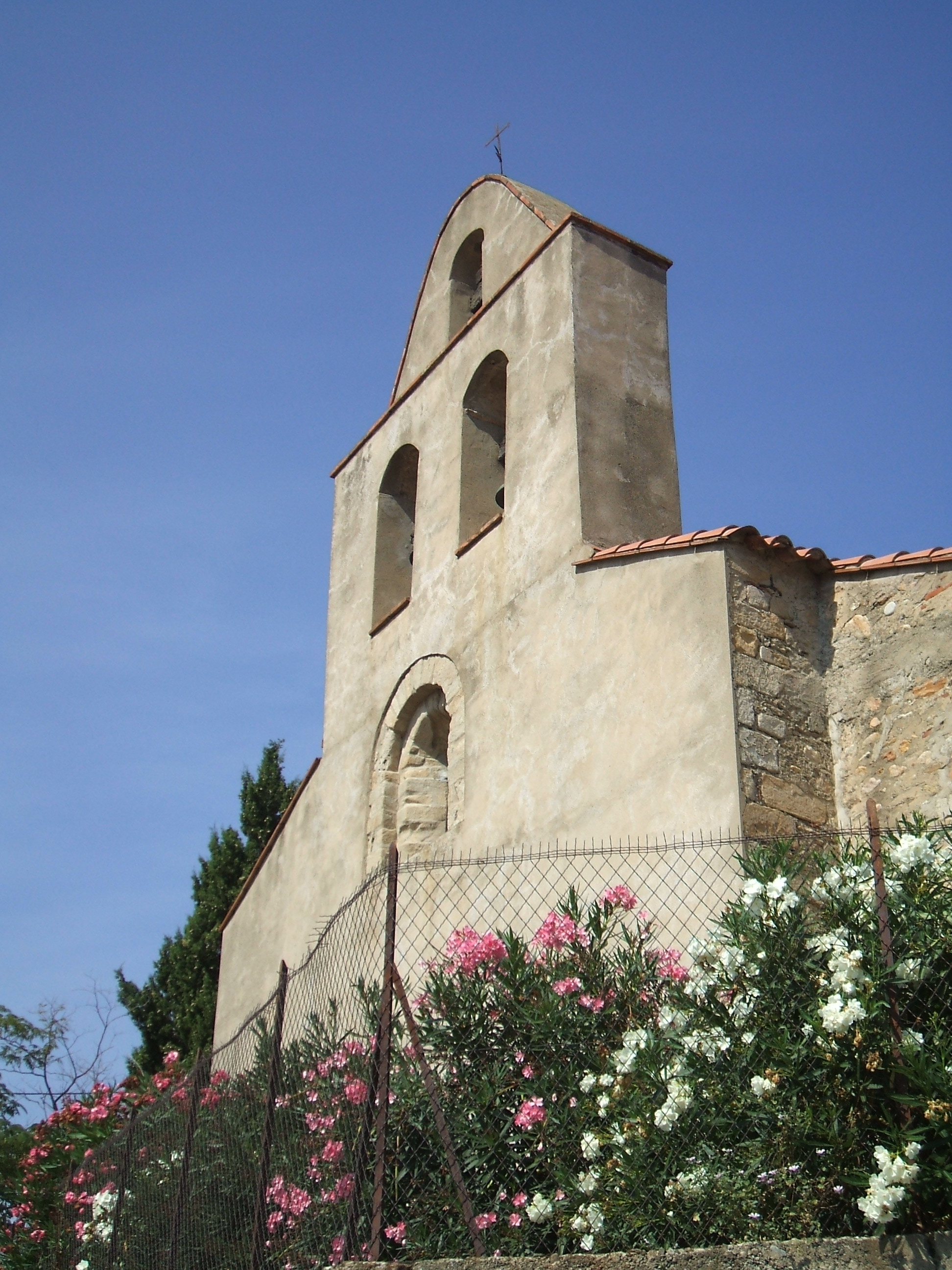
Facciata occidentale
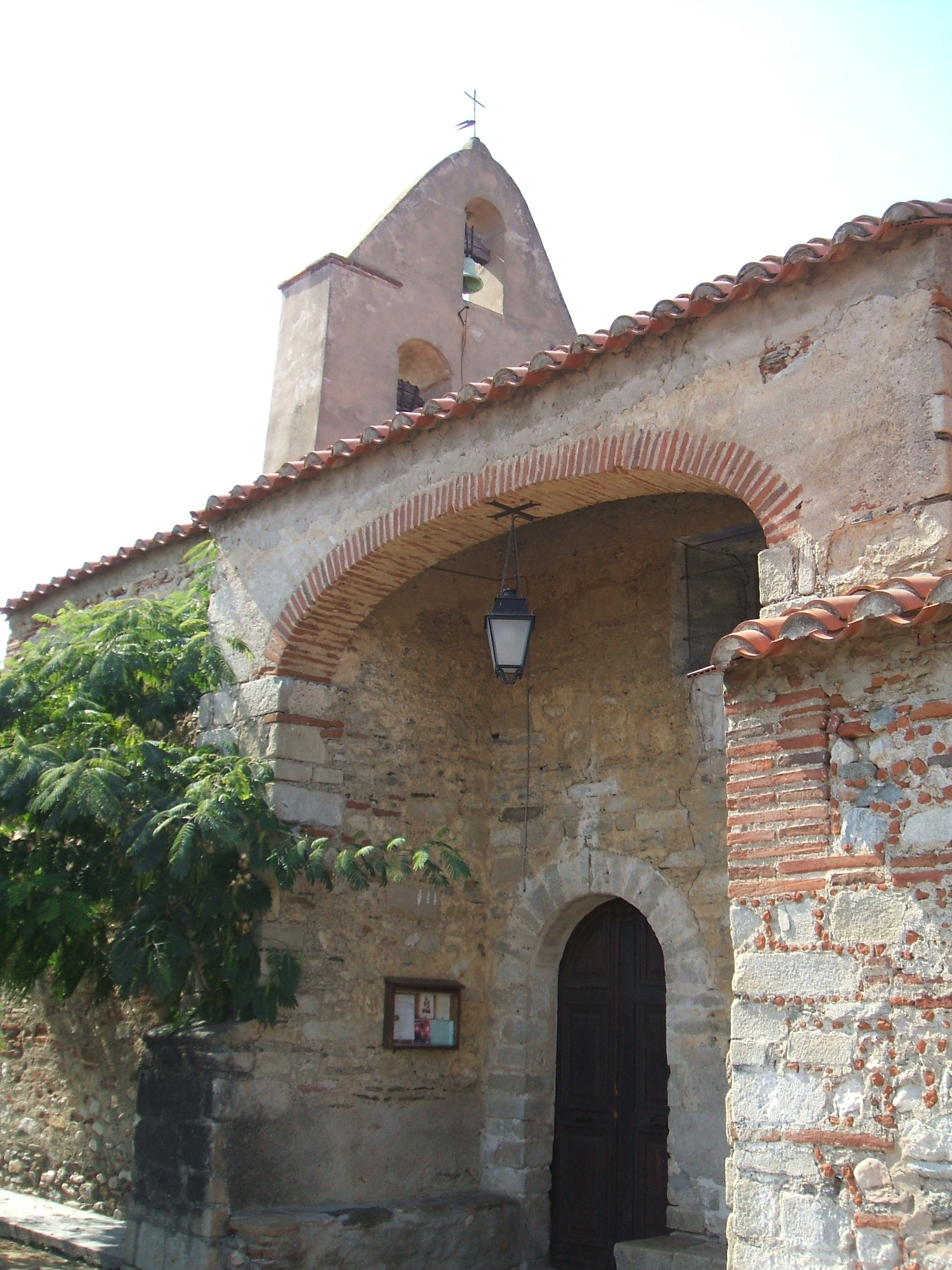
Portale
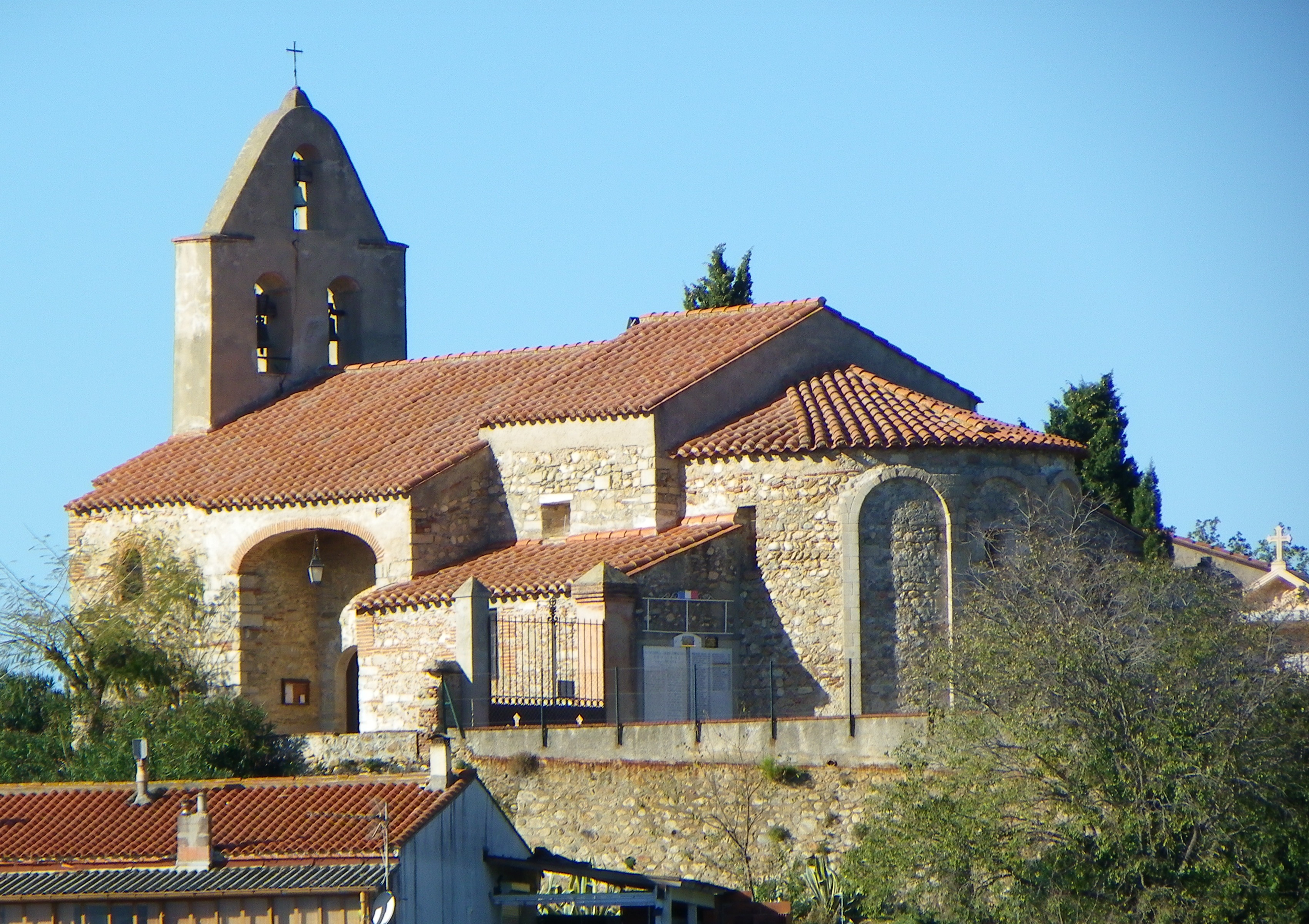
Abside
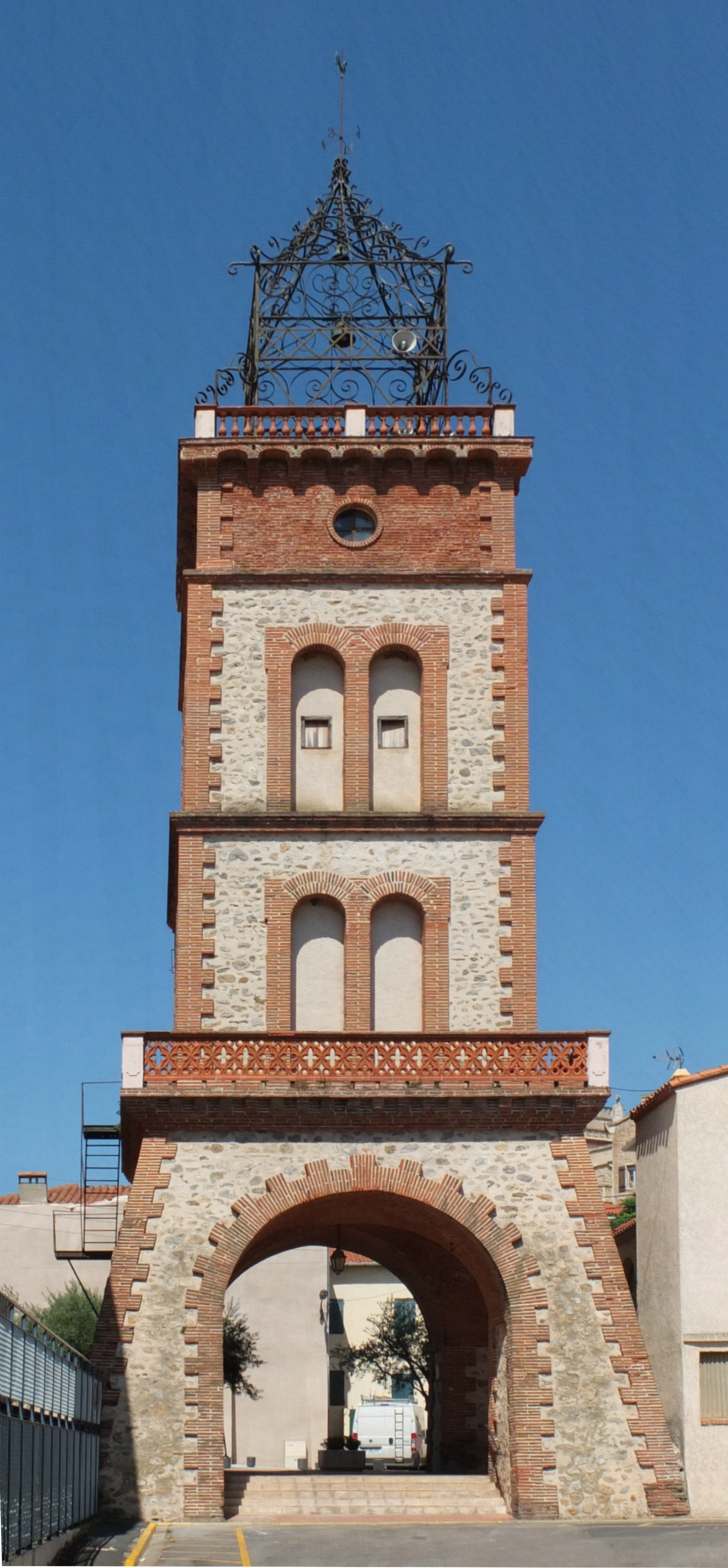
La Tour Eiffel (1898-1900)

La torre dell'orologio, ispirata alla Tour Eiffel, costruita tra il 1898 e il 1900, rimane l'emblema del paese.

## Società

### Evoluzione demografica
Abitanti censiti